# 列斯纳亚河
列斯纳亚河（俄语：Река Лесная）或北远古丹川（日语：／）是萨哈林州马卡罗夫区的河流，源起卡梅绍维山脉北坡，长33公里，流域面积308平方公里，注入捷尔佩尼耶湾。